# Chloroctenis
Chloroctenis là một chi bướm đêm thuộc họ Geometridae.